# 祖述
祖述，直隶昌黎（今河北昌黎）人，是一名明朝政治人物。太学生出身。
祖述曾于1426年接替任仲礼任嘉定县知县一职，1441年由扆昭接任。